# Saint-Jean-du-Cardonnay
Saint-Jean-du-Cardonnay – miejscowość i gmina we Francji, w regionie Normandia, w departamencie Sekwana Nadmorska.
Według danych na rok 1990 gminę zamieszkiwało 1270 osób, a gęstość zaludnienia wynosiła 169 osób/km² (wśród 1421 gmin Górnej Normandii Saint-Jean-du-Cardonnay plasuje się na 170. miejscu pod względem liczby ludności, natomiast pod względem powierzchni na miejscu 498.).